# Francesca (anime)
Francesca (フランチェスカ Furanchesuka?, también estilizado como Fran♥cesca) es un anime original para televisión y un personaje idol local creado por la empresa de contenidos Heart Bit de Sapporo con el fin de ayudar a promover Hokkaido. El anime fue anunciado en el evento AnimeJapan 2014 y comenzó a emitirse en Hokkaidō Bunka Hōsō el 7 de julio de 2014.

## Anime
| #  | Título                               | Guion               | Guion gráfico      | Estreno                  |
| -- | ------------------------------------ | ------------------- | ------------------ | ------------------------ |
| 1  | « » « » (よみがえっちゃいマスカ？)   | Toshimitsu Takeuchi | Yūichirō Yano      | 7 de julio de 2014       |
| 2  | (新撰組お目覚めデスカ？)             | Toshimitsu Takeuchi | Yūichirō Yano      | 14 de julio de 2014      |
| 3  | (EZO共和国って何デスカ？)            | Misaki Morie        | Nobutoshi Tomizawa | 21 de julio de 2014      |
| 4  | (土方さんは強敵デスカ？)             | Toshimitsu Takeuchi | Yūichirō Yano      | 28 de julio de 2014      |
| 5  | (幽霊電車は貸し切りデスカ？)         | Toshimitsu Takeuchi |                    | 4 de agosto de 2014      |
| 6  | (ラーメン対決いかがデスカ？)         | Misaki Morie        | Yūichirō Yano      | 11 de agosto de 2014     |
| 7  | (時計台が変デスカ？)                 | Toshimitsu Takeuchi |                    | 18 de agosto de 2014     |
| 8  | (新撰組もいろいろ大変デスカ？)       | Misaki Morie        | Yūichirō Yano      | 25 de agosto de 2014     |
| 9  | (小樽運河で決闘デスカ？)             |                     |                    | 1 de septiembre de 2014  |
| 10 | (釧路湿原はシバレマスカ？)           |                     |                    | 8 de septiembre de 2014  |
| 11 | (大いなる力って何デスカ？)           |                     |                    | 15 de septiembre de 2014 |
| 12 | (フランチェスカは永久に不滅デスカ？) |                     |                    | 22 de septiembre de 2014 |
| 13 | (伝説の武者、見参デスカ？)           |                     |                    | 29 de septiembre de 2014 |
| 14 | (五稜郭って何角形デスカ？)           |                     |                    |                          |
| 15 | (屯田兵が主役デスカ？)               |                     |                    |                          |
| 16 | (洞爺湖には、いるんデスカ？)         |                     |                    |                          |
| 17 | (やっぱり温泉回は必要デスカ？)       |                     |                    |                          |
| 18 | (ここはどなたのお城デスカ？)         |                     |                    |                          |
| 19 | (7つの欠けらはどこデスカ？)          |                     |                    |                          |
| 20 | (ワタシのハート 埋まりマスカ？)      |                     |                    |                          |
| 21 | (完全体はDO〜デスカ？)               |                     |                    |                          |
| 22 | (凶暴な彼女の復活デスカ？)           |                     |                    |                          |
| 23 | (フランチェスカは悪い子デスカ？)     |                     |                    |                          |
| 24 | (ワタシ達の戦いはこれからデスカ？)   |                     |                    |                          |